# Gunnar Eilifsen
Gunnar Eilifsen est un officier de police norvégien né le 12 septembre 1897 à Kristiansand et mort le 16 août 1943 à Oslo.

## L'affaire Eilifsen
En août 1943, Gunnar Eilifsen, alors adjoint du chef de la police d'Oslo, refuse de procéder à l'arrestation de deux jeunes filles recrutées par l'Arbeidstjeneste (no), l'équivalent du service du travail obligatoire en Norvège. Le Reichskommissar Josef Terboven exige son exécution sous 48 heures pour cet acte d'insubordination. Il menace de supplanter le ministre-président Vidkun Quisling et de prendre des mesures draconiennes à l'encontre de l'ensemble des forces de police du pays s'il n'obtient pas satisfaction.
Comme la loi norvégienne ne prévoit pas de condamnation à mort dans ce genre de cas, le ministère de la Justice de Sverre Riisnæs promulgue une « Loi temporaire concernant les actions permettant de maintenir le calme et l'ordre en temps de guerre » le 14 août 1943. L'application rétroactive de cette loi ad hoc, rapidement surnommée « lex Eilifsen », permet d'organiser un procès d'opérette qui condamne Eilifsen à mort. Quisling refuse de le gracier, et il est exécuté le 16 août à 5 h du matin.
Bien qu'il ait obtenu satisfaction, Terboven mène tout de même une grande campagne d'épuration de la police norvégienne, en procédant à l'arrestation de près de 500 officiers dans tout le pays, dont plus la moitié sont envoyés en camp de concentration en Allemagne. Le gouvernement de Quisling se retrouve alors dans une position difficile, puisqu'il ne peut plus justifier la mort d'Eilifsen comme ayant permis de se concilier les forces d'occupation.
Eilifsen est le premier condamné à mort du régime Quisling. Son exécution suscite une certaine agitation à travers la Norvège, et jusque dans les rangs du gouvernement : le ministre de la Marine  (en) envoie notamment à Quisling une lettre de protestation le 31 août. Après la chute de Quisling à la fin du conflit, le meurtre d'Eilifsen constitue l'un des chefs d'accusation de son procès, d'une part pour avoir promulgué la loi du 14 août, d'autre part pour avoir refusé sa grâce au condamné. Il tente de se défendre en rejetant la faute sur Riisnæs, sur son ministre de la Police Jonas Lie et sur les Allemands, affirmant qu'ils auraient de toute façon tué Eilifsen et probablement d'autres policiers s'il avait voulu le gracier. Au terme du procès, Quisling est reconnu coupable de complicité de meurtre.